# Claudia Pina
Claudia Pina Medina (Montcada i Reixac, 12 agosto 2001) è una calciatrice spagnola, attaccante del Barcellona e della nazionale spagnola.

## Carriera

### Club
Dopo aver iniziato l'attività nell'Espanyol, Pina arriva al Barcellona all'età di 12 anni giocando nelle sue formazioni giovanili fin dalla stagione 2013-2014. Dopo quattro stagioni di Infantil e Cadete-Juvenil, è aggregata alla squadra B (riserve), con la quale disputa la Segunda División Femenina de Fútbol, secondo livello del campionato spagnolo femminile di calcio, vincendo il gruppo 3 nel campionato 2017-2018.
Inserita in rosa con la squadra titolare dal tecnico Fran Sánchez già dalla stagione 2017-2018, fa il suo debutto in Primera División il 14 gennaio 2018, rilevando Andressa Alves all'85' nell'incontro vinto per 2-0 sul Saragozza, viene stabilmente trasferita alla prima squadra dalla stagione successiva. Impiegata da Sánchez con una certa regolarità nel campionato 2018-2019, segna la sua prima rete in Primera División il 9 dicembre 2018, fissando al 70' il risultato sul 7-0 con le avversarie del Madrid CFF e chiude con 10 presenze e 2 reti. Della medesima stagione è anche il suo esordio nella UEFA Women's Champions League, debuttando il 12 settembre 2018, nell'incontro di andata dei sedicesimi di finale della stagione 2018-2019, dove il perde per 3-1 in trasferta con le kazake del BIIK Kazygurt.

### Nazionale
Pina viene convocata dalla Federcalcio spagnola (RFEF) dal 2016 per vestire la maglia della formazione under 17, chiamata dl tecnico Antonia Is Piñera in occasione dell'amichevole del 6 settembre vinta per 4-0 sulle pari età della Scozia per poi essere inserite in rosa con la squadra che affronta il Mondiale di Giordania 2016, torneo dove viene impiegata in tutti i sei incontri disputati dalla sua nazionale. In quell'occasione Pina va a segno nella partita inaugurale del gruppo A, fissando sul 6-0 il risultato con la Giordania e ripetendosi tre giorni dopo con la Nuova Zelanda, suo il gol del 2-0 finale. Condivide con le compagne il percorso che vedono la Spagna chiudere al secondo posto la fase a gironi, superare ai quarti di finale la Germania ai tiri di rigore, e dopo essere stata sconfitta 3-0 dal Giappone in semifinale battere il Venezuela 4-0 nella finale per il terzo posto.
Tornata in nazionale nel novembre 2024, segna la sua prima rete nella vittoria in amichevole per 5-0 contro la Corea del Sud.

## Statistiche

### Presenze e reti nei club
Statistiche aggiornate al 7 giugno 2025.
| Stagione          | Squadra           | Campionato        | Campionato | Campionato | Coppe nazionali | Coppe nazionali | Coppe nazionali | Coppe continentali | Coppe continentali | Coppe continentali | Altre coppe | Altre coppe | Altre coppe | Totale | Totale |
| Stagione          | Squadra           | Comp              | Pres       | Reti       | Comp            | Pres            | Reti            | Comp               | Pres               | Reti               | Comp        | Pres        | Reti        | Pres   | Reti   |
| ----------------- | ----------------- | ----------------- | ---------- | ---------- | --------------- | --------------- | --------------- | ------------------ | ------------------ | ------------------ | ----------- | ----------- | ----------- | ------ | ------ |
| 2017-2018         | Barcellona        | PD                | 1          | 0          | CR              | -               | -               | UWCL               | -                  | -                  | SS          | 2           | 2           | 3      | 2      |
| 2018-2019         | Barcellona        | PD                | 10         | 2          | CR              | 1               | 0               | UWCL               | 1                  | 0                  | -           | -           | -           | 12     | 2      |
| giu.-gen. 2019    | Barcellona        | PD                | 4          | 0          | CR              | 1               | 0               | UWCL               | 1                  | 0                  | -           | -           | -           | 6      | 0      |
| gen.-giu. 2020    | Siviglia          | PD                | -          | -          | CR              | 1               | 0               | -                  | -                  | -                  | SS          | 2           | 1           | 3      | 1      |
| 2020-2021         | Siviglia          | PD                | 34         | 9          | CR              | 1               | 1               | -                  | -                  | -                  | -           | -           | -           | 35     | 10     |
| Totale Siviglia   | Totale Siviglia   | Totale Siviglia   | 34         | 9          | -               | 2               | 1               | -                  | -                  | -                  | -           | -           | -           | 36     | 10     |
| 2021-2022         | Barcellona        | PD                | 24         | 15         | CR              | 4               | 4               | UWCL               | 8                  | 2                  | SS          | 1           | 0           | 37     | 21     |
| 2022-2023         | Barcellona        | PD                | 22         | 10         | CR              | 0               | 0               | UWCL               | 7                  | 3                  | SS          | 2           | 1           | 31     | 14     |
| 2023-2024         | Barcellona        | PD                | 29         | 13         | CR              | 4               | 0               | UWCL               | 9                  | 1                  | SS          | 2           | 0           | 44     | 14     |
| 2024-2025         | Barcellona        | PD                | 27         | 10         | CR              | 4               | 2               | UWCL               | 9                  | 10                 | CC+SS       | 1+2         | 2+2         | 42     | 26     |
| Totale Barcellona | Totale Barcellona | Totale Barcellona | 117        | 50         | -               | 14              | 6               | -                  | 35                 | 16                 | -           | 12          | 8           | 178    | 80     |
| Totale Carriera   | Totale Carriera   | Totale Carriera   | 152        | 59         | -               | 16              | 7               | -                  | 35                 | 16                 | -           | 12          | 8           | 214    | 90     |

### Cronologia presenze e reti in nazionale
| Cronologia completa delle presenze e delle reti in nazionale ― Spagna | Cronologia completa delle presenze e delle reti in nazionale ― Spagna | Cronologia completa delle presenze e delle reti in nazionale ― Spagna | Cronologia completa delle presenze e delle reti in nazionale ― Spagna | Cronologia completa delle presenze e delle reti in nazionale ― Spagna | Cronologia completa delle presenze e delle reti in nazionale ― Spagna | Cronologia completa delle presenze e delle reti in nazionale ― Spagna | Cronologia completa delle presenze e delle reti in nazionale ― Spagna |
| Data                                                                  | Città                                                                 | In casa                                                               | Risultato                                                             | Ospiti                                                                | Competizione                                                          | Reti                                                                  | Note                                                                  |
| --------------------------------------------------------------------- | --------------------------------------------------------------------- | --------------------------------------------------------------------- | --------------------------------------------------------------------- | --------------------------------------------------------------------- | --------------------------------------------------------------------- | --------------------------------------------------------------------- | --------------------------------------------------------------------- |
| 15-6-2021                                                             | Granada                                                               | Spagna                                                                | 3 – 0                                                                 | Danimarca                                                             | Amichevole                                                            | -                                                                     | 87’                                                                   |
| 16-9-2021                                                             | Tórshavn                                                              | Fær Øer                                                               | 0 – 10                                                                | Spagna                                                                | Qual. Mondiali 2023                                                   | -                                                                     | 73’                                                                   |
| 17-2-2022                                                             | Middlesbrough                                                         | Germania                                                              | 1 – 1                                                                 | Spagna                                                                | Arnold Clark Cup 2022                                                 | -                                                                     | 78’                                                                   |
| 7-4-2022                                                              | Alicante                                                              | Spagna                                                                | 1 – 1                                                                 | Brasile                                                               | Amichevole                                                            | -                                                                     | 46’                                                                   |
| 8-7-2022                                                              | Milton Keynes                                                         | Spagna                                                                | 4 – 1                                                                 | Finlandia                                                             | Euro 2022 - Fase a gironi                                             | -                                                                     | 86’                                                                   |
| 12-7-2022                                                             | Brentford                                                             | Germania                                                              | 2 – 0                                                                 | Spagna                                                                | Euro 2022 - Fase a gironi                                             | -                                                                     | 62’                                                                   |
| 29-11-2024                                                            | Cartagena                                                             | Spagna                                                                | 5 – 0                                                                 | Corea del Sud                                                         | Amichevole                                                            | 1                                                                     | 75’                                                                   |
| 3-12-2024                                                             | Nizza                                                                 | Francia                                                               | 2 – 4                                                                 | Spagna                                                                | Amichevole                                                            | 1                                                                     | 79’                                                                   |
| 21-2-2025                                                             | Valencia                                                              | Spagna                                                                | 3 – 2                                                                 | Belgio                                                                | UEFA Women's Nations League 2025 - 1º turno                           | 1                                                                     | 77’                                                                   |
| 26-2-2025                                                             | Wembley                                                               | Inghilterra                                                           | 1 – 0                                                                 | Spagna                                                                | UEFA Women's Nations League 2025 - 1º turno                           | -                                                                     |                                                                       |
| 4-4-2025                                                              | Paços de Ferreira                                                     | Portogallo                                                            | 2 – 4                                                                 | Spagna                                                                | UEFA Women's Nations League 2025 - 1º turno                           | 1                                                                     | 84’                                                                   |
| 8-4-2025                                                              | Vigo                                                                  | Spagna                                                                | 7 – 1                                                                 | Portogallo                                                            | UEFA Women's Nations League 2025 - 1º turno                           | -                                                                     | 46’                                                                   |
| 30-5-2025                                                             | Lovanio                                                               | Belgio                                                                | 1 – 5                                                                 | Spagna                                                                | UEFA Women's Nations League 2025 - 1° turno                           | -                                                                     | 61’                                                                   |
| 3-6-2025                                                              | Cornellà de Llobregat                                                 | Spagna                                                                | 2 – 1                                                                 | Inghilterra                                                           | UEFA Women's Nations League 2025 - 1° turno                           | 2                                                                     | 58’                                                                   |
| 27-6-2025                                                             | Leganés                                                               | Spagna                                                                | 3 – 1                                                                 | Giappone                                                              | Amichevole                                                            | 1                                                                     | 76’                                                                   |
| 3-7-2025                                                              | Berna                                                                 | Spagna                                                                | 5 – 0                                                                 | Portogallo                                                            | Euro 2025 - 1° turno                                                  | -                                                                     | 46’                                                                   |
| 7-7-2025                                                              | Thun                                                                  | Spagna                                                                | 6 – 2                                                                 | Belgio                                                                | Euro 2025 - 1° turno                                                  | 1                                                                     | 81’                                                                   |
| 11-7-2025                                                             | Berna                                                                 | Italia                                                                | 1 – 3                                                                 | Spagna                                                                | Euro 2025 - 1° turno                                                  | -                                                                     | 76’                                                                   |
| 18-7-2025                                                             | Berna                                                                 | Spagna                                                                | 2 – 0                                                                 | Svizzera                                                              | Euro 2025 - Quarti di finale                                          | 1                                                                     | 77’                                                                   |
| 23-7-2025                                                             | Zurigo                                                                | Germania                                                              | 0 – 1 dts                                                             | Spagna                                                                | Euro 2025 - Semifinale                                                | -                                                                     | 77’                                                                   |
| 27-7-2025                                                             | Basilea                                                               | Inghilterra                                                           | 1 – 1 dts (3 - 1 dtr)                                                 | Spagna                                                                | Euro 2025 - Finale                                                    | -                                                                     | 71’                                                                   |
| Totale                                                                |                                                                       | Presenze                                                              | 21                                                                    |                                                                       | Reti                                                                  | 9                                                                     |                                                                       |

## Palmarès

### Club
- Campionato spagnolo: 4

Barcellona: 2019-2020, 2021-2022, 2022-2023, 2023-2024
- Campionato spagnolo di seconda divisione: 1

Barcellona B: 2017-2018
- Coppa della Regina: 5

Barcellona: 2018, 2019-2020, 2021-2022, 2023-2024, 2024-2025
- Supercoppa spagnola: 5

Barcellona: 2020, 2022, 2023, 2024, 2025

#### Competizioni internazionali
- UEFA Women's Champions League: 2

Barcellona: 2022-2023, 2023-2024

### Nazionale
- Campionato mondiale under 17: 1

2018